# Prêmio SASTRA Ramanujan
O Prêmio SASTRA Ramanujan, criado pela Shanmugha Arts, Science, Technology & Research Academy, localizada em Kumbakonam, Índia, residência de Srinivasa Ramanujan, é concedido anualmente a um jovem matemático com contribuições significativas nas áreas de interesse matemático de Ramanujam. A idade limite para o prêmio é de 32 anos (a idade com que Ramanujan morreu), e seu valor monetário é de US$ 10 000.

## Agraciados
- 2005 Manjul Bhargava e Kannan Soundararajan
- 2006 Terence Tao
- 2007 Ben Green
- 2008 Akshay Venkatesh
- 2009 Kathrin Bringmann
- 2010 Wei Zhang
- 2011 Roman Holowinsky
- 2012 Zhiwei Yun[1]
- 2013 Peter Scholze
- 2014 James Maynard
- 2015 Jacob Tsimerman[2]
- 2016: Kaisa Matomäki e Maksym Radziwill
- 2017: Maryna Viazovska[3]
- 2018: Yifeng Liu e Jack Thorne[4]
- 2019: Adam Harper[5]